# Fabiano Vandone
Fabiano Vandone (Alessandria, 14 luglio 1966) è un ex pilota automobilistico e giornalista italiano.

## Carriera
Vandone iniziò la sua carriera agonistica nel 1988 nella Formula 3 italiana. Un anno dopo, si classificò decimo in campionato. Nel 1990, si classificò quinto nella Coppa Europa di Formula 3. Nella Formula 3000, gareggiò negli anni 1991 - 1992.

### Dopo il ritiro
Vandone collabora con Rai Sport, Mediaset e Sky, con l'analisi tecnica della Formula 1 e della Formula E.